# ميلاني كامب
ميلاني كامب (بالإنجليزية: Melanie Camp)‏ هي ممثلة أسترالية وأمريكية، ولدت في 11 أبريل 1984 في برث في أستراليا.

## وصلات خارجية
- الموقع الرسمي